# (2279) Barto
(2279) Barto est un astéroïde de la ceinture principale.

## Description
(2279) Barto est un astéroïde de la ceinture principale. Il fut découvert le 25 février 1968 à Nauchnyj par Lioudmila Tchernykh. Il présente une orbite caractérisée par un demi-grand axe de 2,46 UA, une excentricité de 0,16 et une inclinaison de 3,0° par rapport à l'écliptique.

## Compléments